# ميخائيل كوكوشكين
ميخائيل كوكوشكين (ولد في 26 ديسمبر 1987، في فولغوغراد، روسيا، الاتحاد السوفيتي). هو لاعب كرة مضرب محترف.

## الحياة المبكرة والمسيرة المهنية:
وُلد كوكوشكين في فولغوغراد، روسيا، وبدأ لعب التنس في سن السادسة. في عام 2008، قرر تمثيل كازاخستان في المنافسات الدولية، ومنذ ذلك الحين أصبح جزءًا من فريق كأس ديفيز الكازاخستاني.

## مسيرته المهنية

#### 2006–2010:
- الاحتراف: بدأ ميخائيل كوكوشكين مسيرته الاحترافية في عام 2006. وحتى عام 2008، كان يمثل روسيا، بلده الأصلي، في البطولات الدولية.
- أول مشاركة في بطولات الأساتذة: في عام 2009، تمكن من التأهل إلى الجدول الرئيسي لأول مرة في بطولة من سلسلة الماسترز 1000، وذلك في بطولة ميامي للماسترز. في الدور الأول، حقق فوزًا مهمًا على الألماني تومي هاس، لكنه خسر في الدور الثاني أمام دميتري تورسونوف.
- دورة كأس ديفيز 2010: في سبتمبر 2010، خلال مباريات الملحق في كأس ديفيز، حقق كوكوشكين انتصارًا بارزًا على اللاعب السويسري ستانيسلاس فافرينكا، مما عزز مكانته كلاعب صاعد في الساحة الدولية.
- أول لقب في جولة رابطة محترفي التنس: واصل كوكوشكين أداءه القوي، وتمكن من الفوز بأول وأهم لقب له في مسيرته في بطولة سانت بطرسبرغ المفتوحة، حيث هزم اللاعب الروسي ميخائيل يوجني، المصنف العاشر عالميًا آنذاك، في المباراة النهائية بنتيجة 6–3، 7–6

### 2012–2013:
- إنجاز في بطولة أستراليا المفتوحة 2012: في يناير 2012، أصبح ميخائيل كوكوشكين أول لاعب من كازاخستان يصل إلى الدور الرابع في بطولة أستراليا المفتوحة، بعد فوزه على غييرمو غارسيا لوبيز، فيكتور ترويسكي، وغايل مونفيس.
- أفضل تصنيف عالمي حتى ذلك الحين: في وقت لاحق من نفس الموسم، وصل إلى المركز 49 عالميًا بعد بلوغه ربع نهائي بطولة نيس والدور الثاني في رولان غاروس 2012.
- مشاركته في الأولمبياد: شارك كوكوشكين في أولمبياد لندن 2012، لكنه خسر في الدور الأول من منافسات الفردي أمام الفرنسي جيل سيمون.[2]
- إصابة خطيرة في الورك: في نهاية عام 2012، تعرض لإصابة خطيرة في الورك، واضطر للخضوع لعمليتين جراحيتين، مما أثر على مسيرته بشكل كبير.
- هبوط التصنيف: بحلول أغسطس 2013، تراجع تصنيفه العالمي إلى المركز 430 بسبب فترة التعافي الطويلة.
- عودة قوية في 2013:
  - بعد شفائه، تمكن من التأهل إلى الجدول الرئيسي لبطولة أمريكا المفتوحة 2013 من الأدوار التأهيلية، ووصل إلى الدور الثالث، وهو أفضل إنجاز له في البطولات الكبرى بعد التعافي.
  - في سبتمبر 2013، استعاد مستواه وفاز بلقبين في بطولات التحدي (Challenger) في إزمير وإسطنبول (تركيا).
  - لاحقًا، وصل إلى ثاني نهائي رابطة محترفي التنس في مسيرته في بطولة كأس الكرملين(موسكو)، بعد فوزه على اللاعب المصنف 22 عالميًا وحامل اللقب أندرياس سيبي في نصف النهائي

### 2014–2015:
- أداءه في بطولة ويمبلدون 2014:
  - في بطولة ويمبلدون 2014، وصل كوكوشكين إلى الدور الثالث، حيث واجه المصنف الأول عالميًا رافائيل نادال.
  - قدم أداءً قويًا في المجموعة الأولى، لكنه خسر المباراة في أربع مجموعات بنتيجة 7–6(4)، 1–6، 1–6، 1–6.
  - نتيجة لهذا الأداء، ارتقى إلى أفضل تصنيف له حتى ذلك الحين (المركز 48 عالميًا) في يوليو 2014.
- نجاحات في بطولات أخرى عام 2014:
  - كأس الكرملين 2014: هزم كلًا من فابيو فونيني [3] وميخائيل يوجني[4] ليصل إلى نصف النهائي، لكنه خسر أمام مارين سيليتش.
  - بطولة سويسرا داخل الصالات 2014: فاز على المصنف الرابع عالميًا ستانيسلاس فافرينكا في الدور الأول.
  - بطولة شنغهاي للماسترز 2014:
    - تمكن من الفوز على كيفن أندرسون ليصل إلى الدور الثالث.
    - خسر أمام المصنف الأول عالميًا نوفاك دجوكوفيتش في ثلاث مجموعات.
- أمريكا المفتوحة 2015:
  - حقق فوزًا كبيرًا على المصنف 17 عالميًا، غريغور ديميتروف، في خمس مجموعات، ليصل إلى الدور الثالث.

### 2019–2020:
- بدأ كوكوشكين موسم 2019 بالمشاركة في بطولة أستراليا المفتوحة، حيث خسر في الدور الأول أمام المصنف 28 عالميًا ووصيف البطولة لوكاس بويلي.[5]
- بعد أستراليا المفتوحة، مثّل كازاخستان في كأس ديفيز ضد البرتغال، حيث فاز بمباراتيه ضد بيدرو سوزا وجواو سوزا، [6] مما ساهم في فوز كازاخستان بالمواجهة 3–1 والتأهل إلى نهائيات كأس ديفيز[6]
- في بطولة صوفيا المفتوحة، خسر في الدور الثاني أمام المصنف السابع غايل مونفيس.[7] في بطولة روتردام، خرج من الدور الثاني أمام دامير دجومهور.[8] نتيجة لهذه المشاركات، وصل إلى أفضل تصنيف له في مسيرته (المركز 39 عالميًا) في 25 فبراير 2019.
- في بطولة ويمبلدون 2019، بلغ كوكوشكين الدور الرابع للمرة الأولى في هذه البطولة، وللمرة الثانية في مسيرته في البطولات الكبرى.
- بدأ موسم 2020 في بطولة قطر إكسون موبيل المفتوحة، حيث خسر في الدور الثاني أمام المصنف الثاني عالميًا وبطل البطولة أندري روبليف.[9] في بطولة أستراليا المفتوحة 2020، خسر في الدور الأول أمام اللاعب الأسترالي مارك بولمانز في مباراة استمرت خمس مجموعات.[10]
- في بطولة روتردام 2020، تجاوز الأدوار التأهيلية لكنه خسر في الدور الأول أمام جيل سيمون. في بطولة مرسيليا، حيث كان وصيف البطولة في العام السابق، خسر في الدور الأول أمام بيير هوغ هيربير، مما أدى إلى تراجع تصنيفه من المركز 69 إلى 89 عالميًا. في بطولة دبي للتنس، خرج من الدور الأول أمام المصنف السابع عالميًا كارين خاشانوف.
- في كأس ديفيز 2020 ضد هولندا، خسر أمام روبن هاس، لكن كازاخستان فازت بالمواجهة 3–1 وتأهلت إلى نهائيات البطولة في مدريد.

بسبب جائحة كوفيد-19، أُلغيت بطولات رابطة محترفين التنس من مارس إلى يوليو 2020.
- في بطولة غرب وجنوب المفتوحة 2020، خسر ميخائيل كوكوشكين في الدور الأول من التصفيات أمام اللاعب البريطاني كاميرون نوري. في أمريكا المفتوحة 2020، أطاح بالمصنف 13 عالميًا كريستيان غارين في الدور الثاني في مباراة من خمس مجموعات، لكنه خسر في الدور الثالث أمام جوردان تومبسون.
- بعد بطولة أمريكا المفتوحة، شارك في بطولة إيطاليا المفتوحة، حيث خسر في الجولة الأخيرة من التصفيات أمام دومينيك كويفر. في رولان غاروس 2020، فاز على المصنف 14 عالميًا وربع نهائي البطولة في 2011 فابيو فونيني في الدور الأول، لكنه خسر في الدور الثاني أمام الإسباني بيدرو مارتينيز.
- في بطولة سانت بطرسبرغ المفتوحة 2020، خرج من الدور الأول أمام ميومير كيسمانوفيتش. في آخر بطولة له في الموسم، أستانا المفتوحة، فاز في الدور الثاني على المصنف الأول عالميًا بينوا بير، لكنه خسر في ربع النهائي أمام المتأهل من التصفيات إيميل روسوفوري.
- أنهى موسم 2020 في المركز 89 عالميًا.